# مطثية حالة للسكر
مطثية حالة للسكر[بحاجة لمصدر] (الاسم العلمي: Clostridium saccharolyticum) هي نوع من البكتيريا يتبع جنس المطثية من الفصيلة المطثاوية.

## روابط خارجية
- ITIS - Catalogo delle specie